# روبرت خروندلارس
روبرت خروندلارس (انگلیسی: Robert Grondelaers; ۲۸ فوریهٔ ۱۹۳۳ – ۲۲ اوت ۱۹۸۹) دوچرخه‌سوار اهل بلژیک بود.
وی در مسابقات کشوری و بین‌المللی در مجموع برندهٔ ۱ مدال طلا، ۱ مدال نقره شده‌است.